# Émilien Barthélemy
Pour les articles homonymes, voir Barthélemy.
Emilien Victor Barthélemy, né à Marseille le 3 février 1885 et mort dans la même ville le 4 février 1964, est un peintre français.

## Biographie
Élève de Fernand Cormon, il est surtout connu pour ses portraits, ses nus de plein air et ses représentations d'enfants à la mer. Il expose sans interruption au Salon des artistes français à partir de 1910, y est mis en Hors-Concours et y obtient une médaille d'or, ainsi qu'au Salon des artistes provinciaux à Marseille, aux Salons de l'Exposition coloniale ou encore au Salon des artistes mutilés (1928).  
Ses œuvres sont conservées, entre autres, au Musée des beaux-arts de Marseille et à la mairie de Châteaurenard. 
Chevalier de la Légion d'honneur (10 juin 1918), croix de guerre (avec trois citations), membre du comité de la Société amicale des peintres et sculpteurs français et de la Société des paysagistes français, il reçoit de nombreux prix dont les prix James Bertrand, Roux, Chavard, Henner, Pillini, Piot, Le Guay-Lebrun et le Grand prix de Rome 1914.

## Œuvres
- La Vague
- Les Mutilés sous l'arc
- Vocation (mairie de Châteaurenard)